# Ilona Vargha
Ilona Vargha (Budapest, 11 giugno 1907 – Budapest, 19 aprile 1973) è stata una schermitrice ungherese, vincitrice di due medaglie d'oro e tre d'argento ai campionati mondiali di scherma.